# آرچیبالد مک نیل ویلارد
آرچیبالد مک نیل ویلارد (به انگلیسی: Archibald MacNeal Willard) (زاده ۲۲ اوت ۱۸۳۶ درگذشت ۱۱اکتبر ۱۹۱۸ (۸۲ سال))، نقاش آمریکایی بود. معروف‌ترین اثر وی «روح ۷۶» است.